# Provérbio X
Provérbio X é um grupo brasileiro de hip-hop cristão formado em Ceilândia, no Distrito Federal. O grupo foi fundado em julho de 1998 na periferia de Ceilândia, e conta com Isaías Junior e DJ. Régis.

## Discografia
- 1999 - Nao Perdi a Minha Fé
- 2000 - O Antcrime (Single)
- 2006 - Cristocentrismo
- 2008 - Atitude X
- 2011 - Desde 1998 (DVD)
- 2012 - Diário de um Desviado

## Trabalhos DJ Regis
- DJ Regis - Remixes Vol - 01
- DJ Regis - Remixes Vol - 02
- DJ Regis - Remixes Vol - 03
- DJ Regis - Set Mix Rap Gospel

## Prêmios
| Ano  | Prêmio       | Categoria                                             | Resultado | Ref   |
| ---- | ------------ | ----------------------------------------------------- | --------- | ----- |
| 2002 | Prêmio Hutúz | Grupo ou Artista Solo Gospel                          | Indicado  | [ 2 ] |
| 2006 | Prêmio Hutúz | DJ de Grupo (para DJ Regis)                           | Indicado  | [ 3 ] |
| 2006 | Prêmio Hutúz | Grupo ou Artista Solo                                 | Indicado  | [ 3 ] |
| 2009 | Prêmio Hutúz | Melhores grupos ou artistas solo Gospel do século XXI | Indicado  | [ 4 ] |